# Wahlkreis Niederbayern
Der Wahlkreis Niederbayern ist einer der sieben Wahlkreise für die bayerischen Landtags- und Bezirkswahlen. Territorial entspricht er dem bayerischen Bezirk Niederbayern.
Der Wahlkreis entsendet mindestens 18 Abgeordnete ins Maximilianeum, von denen 9 in den Stimmkreisen direkt gewählt werden. Bei der Wahl 2018 ergaben sich ein Überhang- und zwei Ausgleichsmandate, so dass die Gesamtzahl der niederbayerischen Abgeordneten im 18. Bayerischen Landtag bei 21 liegt.

## Stimmkreise
In Niederbayern gab es in den letzten Jahren keine Änderungen in der Zahl oder dem Zuschnitt der Stimmkreise.
| Stimmkreis                  | Anmerkung | 2018   | 2013   | 2008   |
| --------------------------- | --------- | ------ | ------ | ------ |
| 201 Deggendorf              |           | 091726 | 091256 | 090516 |
| 202 Dingolfing              |           | 112960 | 112148 | 110181 |
| 203 Kelheim                 |           | 085120 | 086919 | 085120 |
| 204 Landshut                |           | 120225 | 122995 | 120225 |
| 205 Passau-Ost              |           | 118007 | 117034 | 116690 |
| 206 Passau-West             |           | 090900 | 090405 | 089523 |
| 207 Regen, Freyung-Grafenau |           | 104474 | 105059 | 106137 |
| 208 Rottal-Inn              |           | 091910 | 091833 | 091642 |
| 208 Straubing               |           | 111526 | 111832 | 109402 |
| Niederbayern                |           | 928866 | 929481 | 919436 |

## Ergebnisse der Parteien

### Wahlen seit 2008
Bei den Landtagswahlen 2008 und 2013 errang die CSU jeweils alle neun Direktmandate. Die übrigen Sitze wurden von den Listenbewerbern besetzt, die auf der entsprechenden Parteiliste die größten Gesamtstimmenzahlen aufwiesen. 2018 errang die CSU wieder alle neun Direktmandate, hätte aufgrund der Gesamtstimmenzahl aber nur Anspruch auf acht Mandate gehabt. Dadurch ergab sich ein Überhangmandat, die SPD und die Freien Wähler erhielten jeweils ein Ausgleichsmandat.
| Wahlen seit 2008      | 2018    | 2018  | 2013    | 2013  | 2008    | 2008  |
| --------------------- | ------- | ----- | ------- | ----- | ------- | ----- |
| Partei                | Prozent | Sitze | Prozent | Sitze | Prozent | Sitze |
| CSU                   | 38,1    | 9     | 50,4    | 11    | 45,5    | 9     |
| Freie Wähler          | 17,9    | 4     | 14,4    | 3     | 12,9    | 3     |
| AfD                   | 13,4    | 3     | –       |       | –       |       |
| Bündnis 90/Die Grünen | 10,6    | 2     | 5,0     | 1     | 5,8     | 1     |
| SPD                   | 6,3     | 2     | 14,0    | 3     | 14,1    | 3     |
| FDP                   | 4,7     | 1     | 3,6     |       | 8,2     | 2     |
| BP                    | 3,0     |       | 3,2     |       | 1,6     |       |
| ödp                   | 2,6     |       | 3,1     |       | 4,1     |       |
| Die Linke             | 2,3     |       | 1,8     |       | 4,3     |       |
| Tierschutzpartei      | 0,5     |       | –       |       | –       |       |
| mut                   | 0,4     |       | –       |       | –       |       |
| Piraten               | 0,2     |       | 1,5     |       | –       |       |
| V-Partei³             | 0,1     |       | .       |       | .       |       |
| NPD                   | –       |       | 1,3     |       | 1,7     |       |
| REP                   | –       |       | 0,8     |       | 1,6     |       |
| Violette              | –       |       |         |       | 0,2     |       |
| insgesamt             | 100     | 21    | 100     | 18    | 100     | 18    |

### Wahlen bis 2003
Unter „sonstige“ sind zusammengefasst unter anderem Freie Wähler, ÖDP, Republikaner und Bayernpartei.
| Wahlen bis 2003       | 2003    | 1998    | 1994    |
| --------------------- | ------- | ------- | ------- |
| Partei                | Prozent | Prozent | Prozent |
| CSU                   | 64,9    | 55,8    | 57,4    |
| SPD                   | 14,2    | 25,1    | 25,4    |
| Bündnis 90/Die Grünen | 4,4     | 3,9     | 4,5     |
| FDP                   | 2,1     | 1,3     | 2,4     |
| sonstige              | 14,4    | 14,0    | 10,2    |
| insgesamt             | 100     | 100     | 100     |

## Gewählte Abgeordnete

### Wahl 2018
Alle Zahlen nach den vorläufigen Ergebnissen des Wahlleiters, Stand 14. Oktober 2018.
| Mitglied des Landtages | geb. | Partei                | Stimmkreis              | Stimmen | davon Erststimmen | Bemerkungen  |
| ---------------------- | ---- | --------------------- | ----------------------- | ------- | ----------------- | ------------ |
| Hubert Aiwanger        | 1971 | Freie Wähler          | Landshut                | 102691  | 22396             |              |
| Katrin Ebner-Steiner   | 1978 | AfD                   | Deggendorf              | 039522  | 09850             |              |
| Manfred Eibl           | 1960 | Freie Wähler          | Regen, Freyung-Grafenau | 013496  | 10082             |              |
| Hubert Faltermeier     | 1949 | Freie Wähler          | Kelheim                 | 015720  | 14691             |              |
| Christian Flisek       | 1974 | SPD                   | Passau-Ost              | 012701  | 08091             |              |
| Max Gibis              | 1973 | CSU                   | Regen, Freyung-Grafenau | 030669  | 26478             | Direktmandat |
| Petra Högl             | 1971 | CSU                   | Kelheim                 | 030839  | 21849             | Direktmandat |
| Petra Loibl            | 1965 | CSU                   | Dingolfing              | 036050  | 30903             | Direktmandat |
| Ruth Müller            | 1967 | SPD                   | Landshut                | 015733  | 06376             |              |
| Alexander Muthmann     | 1956 | FDP                   | Regen, Freyung-Grafenau | 012206  | 05996             |              |
| Helmut Radlmeier       | 1966 | CSU                   | Landshut                | 030819  | 24928             | Direktmandat |
| Toni Schuberl          | 1983 | Bündnis 90/Die Grünen | Passau-West             | 014364  | 06230             |              |
| Josef Seidl            | 1963 | AfD                   | Dingolfing              | 018505  | 11211             |              |
| Bernd Sibler           | 1971 | CSU                   | Deggendorf              | 107952  | 29757             | Direktmandat |
| Ralf Stadler           | 1964 | AfD                   | Passau-Ost              | 017305  | 11410             |              |
| Rosi Steinberger       | 1960 | Bündnis 90/Die Grünen | Landshut                | 030323  | 13510             |              |
| Walter Taubeneder      | 1953 | CSU                   | Passau-West             | 031003  | 25765             | Direktmandat |
| Martin Wagle           | 1966 | CSU                   | Rottal-Inn              | 028524  | 28023             | Direktmandat |
| Gerhard Waschler       | 1957 | CSU                   | Passau-Ost              | 038295  | 29557             | Direktmandat |
| Jutta Widmann          | 1961 | Freie Wähler          | Dingolfing              | 030956  | 14018             |              |
| Josef Zellmeier        | 1964 | CSU                   | Straubing               | 038381  | 35798             | Direktmandat |

### Wahl 2013
| Mitglied des Landtages      | geb. | Partei                | Stimmkreis              | Stimmen | davon Erststimmen | Bemerkungen  |
| --------------------------- | ---- | --------------------- | ----------------------- | ------- | ----------------- | ------------ |
| Hubert Aiwanger             | 1971 | Freie Wähler          | Landshut                | 057676  | 15533             |              |
| Helmut Brunner              | 1954 | CSU                   | Regen, Freyung-Grafenau | 103145  | 29455             | Direktmandat |
| Max Gibis                   | 1973 | CSU                   | (nur Liste)             | 022388  | 0-                |              |
| Erwin Huber                 | 1946 | CSU                   | Dingolfing              | 050015  | 32654             | Direktmandat |
| Ruth Müller                 | 1967 | SPD                   | Landshut                | 012843  | 10483             |              |
| Alexander Muthmann          | 1956 | Freie Wähler          | Regen, Freyung-Grafenau | 019703  | 11748             |              |
| Martin Neumeyer             | 1954 | CSU                   | Kelheim                 | 029917  | 28882             | Direktmandat |
| Helmut Radlmeier            | 1966 | CSU                   | Landshut                | 038063  | 32364             | Direktmandat |
| Hans Ritt                   | 1962 | CSU                   | (nur Liste)             | 029441  | 0-                |              |
| Bernhard Roos               | 1954 | SPD                   | Passau-Ost              | 026326  | 12582             |              |
| Reserl Sem                  | 1953 | CSU                   | Rottal-Inn              | 045571  | 31709             | Direktmandat |
| Bernd Sibler                | 1971 | CSU                   | Deggendorf              | 040959  | 28623             | Direktmandat |
| Rosi Steinberger            | 1960 | Bündnis 90/Die Grünen | Landshut                | 012458  | 07028             |              |
| Walter Taubeneder           | 1953 | CSU                   | Passau-West             | 033034  | 28497             | Direktmandat |
| Gerhard Waschler            | 1957 | CSU                   | Passau-Ost              | 042182  | 30785             | Direktmandat |
| Johanna Werner-Muggendorfer | 1950 | SPD                   | Kelheim                 | 025955  | 09748             |              |
| Jutta Widmann               | 1961 | Freie Wähler          | Dingolfing              | 024029  | 10029             |              |
| Josef Zellmeier             | 1964 | CSU                   | Straubing               | 039447  | 36921             | Direktmandat |

### Wahl 2008
| Mitglied des Landtages      | geb. | Partei                | Stimmkreis              | Stimmen | davon Erststimmen | Bemerkungen  |
| --------------------------- | ---- | --------------------- | ----------------------- | ------- | ----------------- | ------------ |
| Hubert Aiwanger             | 1971 | Freie Wähler          | Landshut                | 030039  | 13582             |              |
| Helmut Brunner              | 1954 | CSU                   | Regen, Freyung-Grafenau | 022276  | 20675             | Direktmandat |
| Andreas Fischer             | 1966 | FDP                   | Kelheim                 | 015253  | 04744             |              |
| Gertraud Goderbauer         | 1955 | CSU                   | Landshut                | 030587  | 27234             | Direktmandat |
| Eike Hallitzky              | 1959 | Bündnis 90/Die Grünen | Passau-West             | 012467  | 03401             |              |
| Erwin Huber                 | 1946 | CSU                   | Dingolfing              | 123714  | 29299             | Direktmandat |
| Franz Xaver Kirschner       | 1953 | FDP                   | Passau-Ost              | 011534  | 04402             |              |
| Konrad Kobler               | 1943 | CSU                   | Passau-Ost              | 027720  | 24437             | Direktmandat |
| Alexander Muthmann          | 1956 | Freie Wähler          | Regen, Freyung-Grafenau | 014973  | 09631             |              |
| Martin Neumeyer             | 1954 | CSU                   | Kelheim                 | 021054  | 20632             | Direktmandat |
| Reinhold Perlak             | 1945 | SPD                   | Straubing               | 020002  | 12377             |              |
| Bernhard Roos               | 1954 | SPD                   | Passau-Ost              | 013921  | 08713             |              |
| Reserl Sem                  | 1953 | CSU                   | Rottal-Inn              | 025063  | 23566             | Direktmandat |
| Bernd Sibler                | 1971 | CSU                   | Deggendorf              | 024103  | 21847             | Direktmandat |
| Walter Taubeneder           | 1953 | CSU                   | Passau-West             | 022070  | 20899             | Direktmandat |
| Johanna Werner-Muggendorfer | 1950 | SPD                   | Kelheim                 | 024247  | 09483             |              |
| Jutta Widmann               | 1961 | Freie Wähler          | (nur Liste)             | 010137  | 0-                |              |
| Josef Zellmeier             | 1964 | CSU                   | Straubing               | 029721  | 28612             | Direktmandat |